# Crăciunelu de Jos
Crăciunelu de Jos (in ungherese Alsókarácsonfalva, in tedesco Christendorf o Kratschendorf) è un comune della Romania di 2 152 abitanti, ubicato nel distretto di Alba, nella regione storica della Transilvania.
Nel 2006 i 4 villaggi di Bucerdea Grânoasă, Cornu, Pădure e Pânca sono stati scorporati dal comune (Legge n. 109 del 27 aprile 2006) per andare a formare il nuovo comune di Bucerdea Grânoasă.

## Storia
La zona venne popolata fin dai tempi antichi, ma il primo documento che cita la località risale al 1324.
Fin dal Medioevo Crăciunelu conobbe un continuo sviluppo grazie alla sua posizione, lungo il corso del fiume Tarnava Grande e soprattutto lungo una strada che univa Alba Iulia, da cui dista 34 km, ad alcune località sassoni. Il tracciato dell'antica strada medievale corrisponde all'odierna Strada nazionale 14B.